# Periphyllus vandenboschi
Periphyllus vandenboschi är en insektsart som beskrevs av Hille Ris Lambers 1966. Periphyllus vandenboschi ingår i släktet Periphyllus och familjen långrörsbladlöss. Inga underarter finns listade i Catalogue of Life.